# أرتور جولد
أرتور جولد (بالبولندية: Artur Gold)‏ هو عازف جاز وملحن بولندي، ولد في 17 مارس 1897 في وارسو في بولندا، وتوفي في 1943 في معسكر تريبلينكا في بولندا.